# Drug Master File
Pour les articles homonymes, voir DMF.
Un Drug Master File, DMF ou Active Substance Master File pour l'Europe, est un document renfermant des informations sur le mode de préparation d'une substance active médicamenteuse et sur la qualité de celle-ci. 
Il est obtenu par le fabricant de cette substance active. 
Il est utilisé lors d'une demande d'autorisation de mise sur le marché (AMM) d'un médicament. Il sert alors à expliquer la façon dont a été fabriquée la substance active et à permettre aux experts de vérifier la qualité de cette substance. 
Un DMF comporte en général une partie ouverte, accessible à l'acheteur de la substance active, et une partie fermée, uniquement accessible aux autorités qui examinent le DMF pour déterminer la qualité de la substance. La partie fermée contient les informations les plus confidentielles, relevant du savoir-faire particulier de l'entreprise.
À noter qu'un DMF n'est jamais évalué en tant que tel : il est toujours déposé en même temps qu'une demande d'AMM et est donc évalué à chaque fois. L'examen du dossier est effectuée par l'autorité nationale où est faite la demande d'AMM (l'Agence nationale de sécurité du médicament et des produits de santé pour la France), ou par l'Agence européenne du médicament (EMA) dans le cas d'une procédure centralisée de demande d'AMM.
Le système du DMF existe partout dans le monde, mais chaque aire géographique possède son propre DMF.

## Autre
Il existe un document assez semblable : le certificat de conformité à la pharmacopée européenne (CEP). Ce document sert également à décrire la fabrication d'une substance active et la qualité de celle-ci. Cette fois le produit est évalué une seule fois (avec révisions) par la Direction européenne de la qualité du médicament (DEQM), et le produit doit se conformer aux exigences de la monographie de la Pharmacopée européenne.